# Отт, Урмас
У́рмас И́льмарович Отт (эст. Urmas Ott; 23 апреля 1955, г. Отепя, Эстонская ССР, СССР — 17 октября 2008, Тарту, Эстония) — советский и эстонский тележурналист.

## Биография
Урмас Отт родился 23 апреля 1955 года в городе Отепя. В 1974—1975 годах учился в Таллинской государственной консерватории, в 1979 году окончил Таллинский педагогический институт. Также учился на курсах телевизионной журналистики.

### В советское время
Урмас Отт начал свою карьеру в 1980-е годы на Эстонском телевидении в качестве диктора новостной программы «Актуальная камера». В 1981—1983 годы параллельно с дикторской работой был ведущим популярной музыкальной передачи «Эстра́ади тя́хестик» (Estraaditähestik в переводе с эст. — «Азбука эстрады»).
Прославился в конце 1980-х годов в эпоху Перестройки, работая ведущим популярной программы «Телевизионное знакомство» (эст. «Teletutvus»; 1986—1993), транслировавшейся как по Эстонскому телевидению, так и по Центральному телевидению СССР (затем 1-му каналу Останкино). В рамках этой программы  прошли беседы с Людмилой Гурченко, Ильей Глазуновым, Иосифом Кобзоном, Раймондом Паулсом, Иннокентием Смоктуновским, Михаилом Горбачёвым и Никитой Михалковым и  с другими знаменитостями.
В 1984 году снялся в фильме «Две пары и одиночество» (ориг. эст. «Kaks paari ja üksindus») в роли бизнесмена Карла Майера (киностудия «Таллинфильм»).

### После распада СССР
С 1992 по 1998 год вёл передачу «Карт-бланш» на Эстонском телевидении (ETV), с 5 февраля 1998 по 10 января 2000 года был ведущим цикла передач-интервью «Урмас Отт с…» на телеканале «РТР».
В 1998 году перенес первый инфаркт, а годом позже стал случайной жертвой бандитского нападения на автостоянке, в результате которого ему было нанесено 9 ножевых ранений.
В 2001 году Отт вёл передачу «Августовский свет» (эст. «Augustivalgus») на Эстонском телевидении. Далее работал на телеканале «TV3». 
С 20 июня 2003-го по 2004-й годы выступал в роли ведущего и комментатора в передаче «Лучшие шоу мира с Урмасом Оттом» на российском телеканале «РЕН ТВ».
С 2003 по 2006 год был ведущим передачи-интервью «Happy Hour» (с англ. — «Счастливый час») на частном эстонском телеканале «Kanal-2», однако был вынужден прервать свою телевизионную карьеру в связи с болезнью.
Урмас Отт не был женат и не имел детей.

### Последние годы жизни
В последние два года жизни Урмас Отт был болен лейкемией, но вплоть до операции не прекращал работать. Болезнь от всех скрывал. Только директор программы «Телевизионное знакомство» Вольдемар Линдстрем, ставший Урмасу другом, приезжал навестить его в клинике.
С 2007 года по июнь 2008 года вёл передачу «В рамках приличия» на русскоязычном канале Эстонского радио «Радио 4». В своей передаче Отт, как и раньше, беседовал со знаменитостями, задавая им вопросы о карьере и личной жизни. Среди участников радиопередачи были Анастасия Волочкова, Диана Гурцкая, Сергей Юрский, Алиса Фрейндлих и Раймонд Паулс.
Урмас Отт скончался 17 октября 2008 года на 54-м году жизни от инфаркта миокарда в клинике Тартуского университета, через неделю после операции по пересадке костного мозга. Согласно завещанию, его тело было кремировано, и прах развеян над Балтийским морем.

## Награды и премии
- 1988 — премия Союза журналистов СССР за серию передач-интервью «Телевизионное знакомство»
- 2005 — Орден Белой звезды IV степени
- 2008 — «Гербовый знак Таллина» за заслуги в развитии журналистики и национальной культуры (высшая награда города Таллина, вручаемая с 1997 года)